# Xanthia rhodopsis
Xanthia rhodopsis är en fjärilsart som beskrevs av Charles Boursin 1962. Xanthia rhodopsis ingår i släktet Xanthia och familjen nattflyn. Inga underarter finns listade i Catalogue of Life.